# Souvenirs personnels
Souvenirs personnels est un recueil de souvenirs de Joseph Conrad. 

## Historique
Souvenirs personnels est un recueil de souvenirs de Joseph Conrad parus dans les numéros successifs de la revue mensuelle English Review de décembre 1908 à juin 1909. Le livre parut en 1912 à Londres.

## Éditions en anglais
- Joseph Conrad, Some Reminiscences, Londres : Eveleigh Nash, 1912.
- Joseph Conrad, A Personal Record, New York : Harper and Brothers

## Traduction en français
- Souvenirs personnels (trad. G. Jean-Aubry), Gallimard, Paris, 1924
- Souvenirs personnels (trad. G. Jean-Aubry révisée par Roger Hibon, dans Conrad (dir. Sylvère Monod), Œuvres, t. III, Paris : Gallimard, coll. « Bibliothèque de la Pléiade », 1987

## Note
1. ↑  Sylvère Monod, Souvenirs personnels - Notice, in Conrad, Œuvres  – III, Gallimard, Bibliothèque de la Pléiade (1987), pp. 1408-1424  (ISBN 9782070111282)